# 에리크 비크팔비
에리크 코스민 비크팔비(Eric Cosmin Bicfalvi, 1988년 2월 5일 ~ )는 루마니아의 축구 선수이다. 현재 소속팀은 우랄 스베르들롭스크 오블라스티이다. 2014년 11월 14일 덴마크와의 경기를 통해 루마니아 축구 국가대표팀에서 데뷔를 했다. 그는 2014-15 시즌에서 17골을 넣어 우크라이나 리그 득점왕을 차지하였다.

## 클럽 경력
2014-15 시즌에서 볼린 루츠크 소속으로 17골을 넣어 우크라이나 리그 내 최고 득점자가 되었다.

## 국가대표팀 경력
비크팔비의 어머니는 헝가리 출신으로 그의 어머니는 빅팔비가 헝가리 국가대표에서 뛰기를 원했다. 그러나 2014년 10월 비크팔비는 루마니아 대표팀에 소집되어 덴마크와의 경기에서 데뷔전을 치렀다.

## 사생활
비크팔비의 할아버지, 스웨덴 출신의 알렉산더 비크팔비는, 과거에 축구선수이었고, 그의 할머니 마리아는 루마니아 출신이다. 비크팔비의 아버지는 빅팔비가 6세 때 돌아가셨고 비크팔비의 어머니는 헝가리계이다.